# 빈그룹
빈그룹 주식회사(Vingroup Joint Stock Company)는 ‘베트남’과 ‘그룹’의 혼성어로 베트남에서 부동산 개발, 소매업, 의료 서비스에서부터 호텔업에 이르기까지 다양한 서비스를 제공하는 베트남의 대기업이다. 이 회사는 부동산 개발자이자 기업가인 팜냣붕에 의해 설립되었다. 2016년까지 빈그룹은 베트남 전역에 걸쳐 1,000개가 넘는 소매점을 운영하고 있으며, 그 방문객수만 해도 매년 4백만 명이 넘는다.

## 역사
빈그룹은 1993년 팜냣브엉에 의해 우크라이나에서 테크노컴(Technocom)으로 설립되었다. 원래 2000년 미비나(Mivina) 브랜드를 중심으로 인스턴트 국수와 같은 건조식품을 생산하던 이 회사는 베트남에서 사업을 시작했다. 빈그룹에는 모두 48개의 자회사가 있다.
빈그룹은 2007년에 호찌민 증권거래소에 상장을 했다.
2010년에 빈그룹은 우크라이나에서 운영하던 회사를 네슬레에 1억 5천만 달러에 매각했다. 2016년에 빈그룹은 베트남 사회를 개선하기 위해 비영리 단체인 의료기관 빈멕(Vinmec)과 교육기관 빈스쿨(Vinschool)을 자회사로 운영하기 시작했다. 빈그룹은 호주 부동산에도 2250 만 달러를 투자했다.
2018년 5월 빈홈의 10%가 공개되었으며 빈홈은 호찌민 증권거래소에서 거래를 시작했다. 빈그룹은 호찌민시에 있는 빈그룹 소유 랜드마크 81 타워의 개장으로 25주년 기념을 자축했다. 이 타워는 당시 동남아시아에서 가장 높은 건물이었다.

## 자회사
- 빈홈 (Vinhomes) : 주거용 부동산 개발 (랜드마크 81, Vinhome central park, Vinhome golden river, Times City)
- 빈시티 (VinCity): 중산층 주거용 부동산 개발을 목표로 하는 회사
- 빈커머스(VinCommerce) : 편의점 (빈마트+), 슈퍼마켓(빈마트), 전자상점 (빈프로) 및 가정 및 미용상점 (VinDS). Adayroi.com에서의 전자 상거래 운영

2019년 마산 그룹에 지분을 판매하여 경영권이 넘어갔지만, 상당 부분의 지분을 여전히 소유하고 있다.
- 빈컴 리테일 (Vincom) : 쇼핑몰 (빈컴 센터, 빈컴 플라자, 빈컴 메가몰, Vincom + mall)
- 빈컴 오피스 (Vincom Office) : 사무실 부동산
- 빈펄랜드 (Vinpearl Land) : 놀이공원과 빙상 스케이트 링크, 수상공원, 빈펄 사파리 푸꾸옥 등의 명소.
- 빈펄 (Vinpearl) : 빈펄은 빈펄 냐짱, 빈펄 다낭과 빈펄 빌리지, 빈펄 하이지앙과 같은 베트남 내의 여러 프로젝트를 하고 있는 주요 리조트를 소유하고 있다.
- 빈멕 (Vinmec) : 건강 관리, 빈멕 인터내셔널 병원, 타임즈 시티 하노이, 빈멕 로열 인터내셔널 포함
- 빈스쿨 (Vinschool) : 유치원, 초등학교, 중학교에서 고등학생까지 교육하며 총 13,000명의 학생이 등록.
- 빈유니 (VinUni) : 코넬대학교과 펜실베니아 주립 대학교와 파트너쉽 대학[4][5]
- 빈디에스 (VinDS) : 패션 - 스포츠 - 신발 - 뷰티 및 색인 Living Mall.
- 빈프로 (VinPro) : 전자 기술 센터
- 빈에코 (VinEco) : 2,000 헥타르의 토지에 걸쳐 14개의 농장을 운영하는 농업 생산.
- 빈패스트 (VinFast) : 자동차, 자동차 및 오토바이 제조, 2018년 첫 번째 모델 출시 계획
- 빈스마트 (VinSmart) : 스페인에 있는 BQ를 가진 빈그룹의 스마트폰 회사
- VinFa : 의약품 및 전통 의학
- VinKC : 보육원을 위한 아동 용품 및 서비스.
- 빈타타 (Vintata) : 애니메이션 스튜디오
- 알마즈(Almaz) : 고급 레스토랑 및 컨퍼런스 센터
- 티엔탐 펀드 : 빈그룹을 대신하는 자선사업체

## 그림

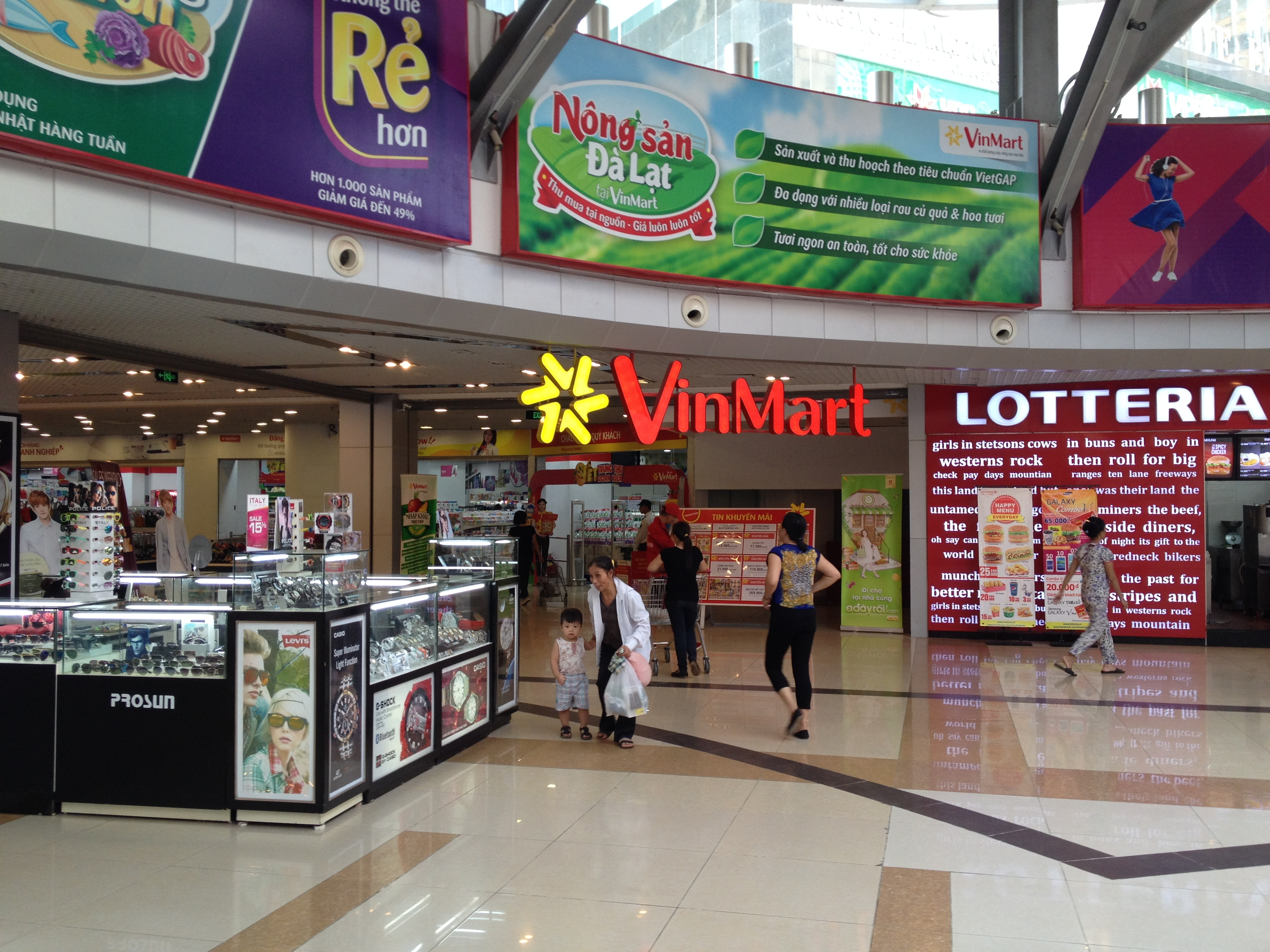
하노이에 있는 빈마트 슈퍼마켓
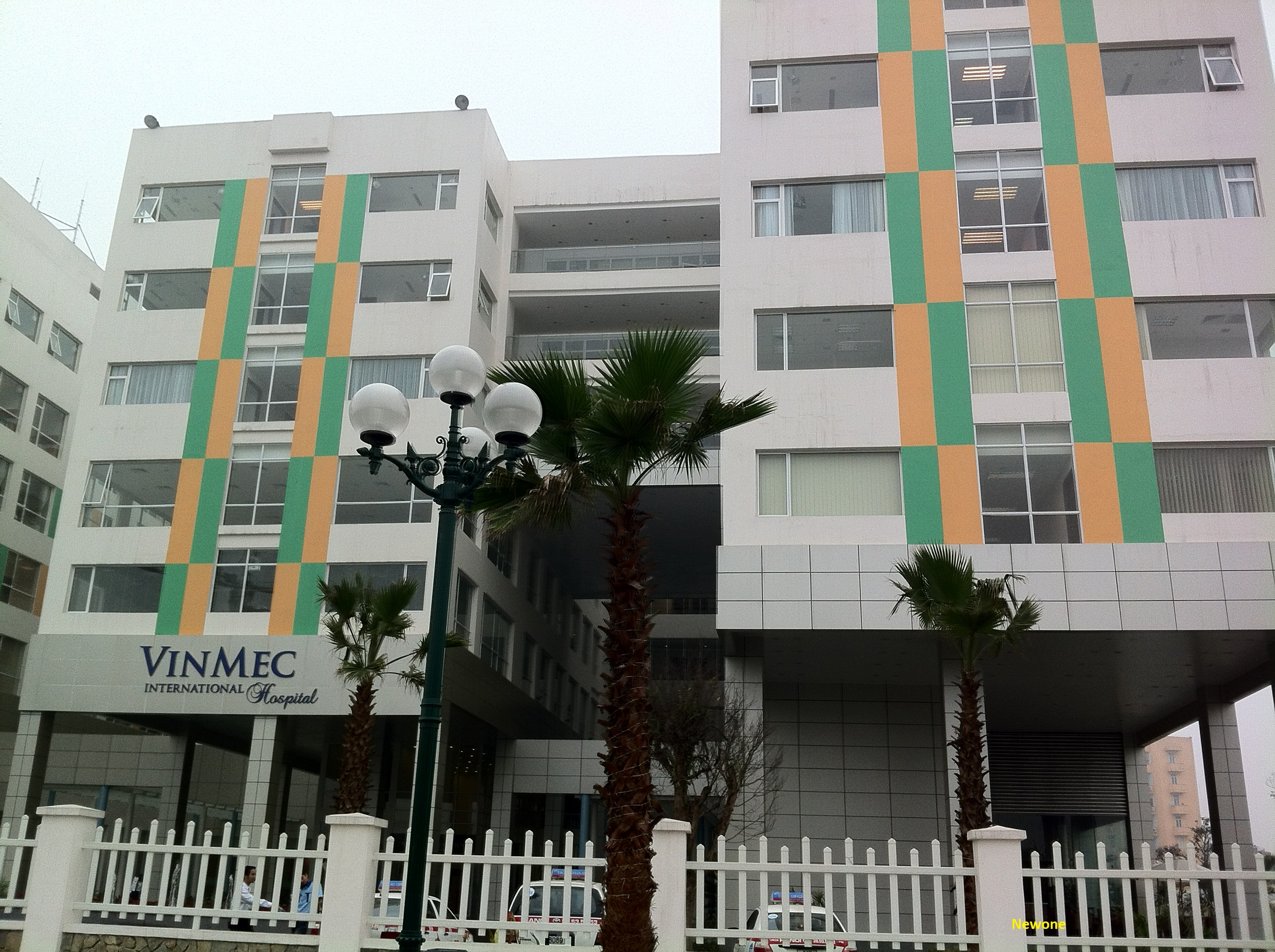
빈멕 병원
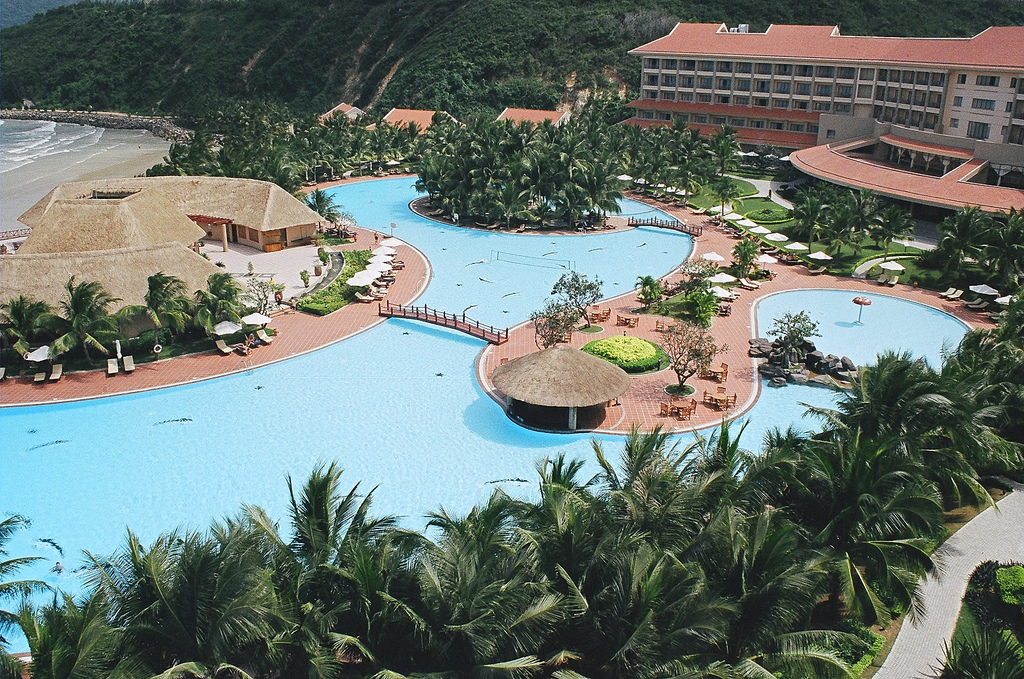
빈펄 호텔 냐짱
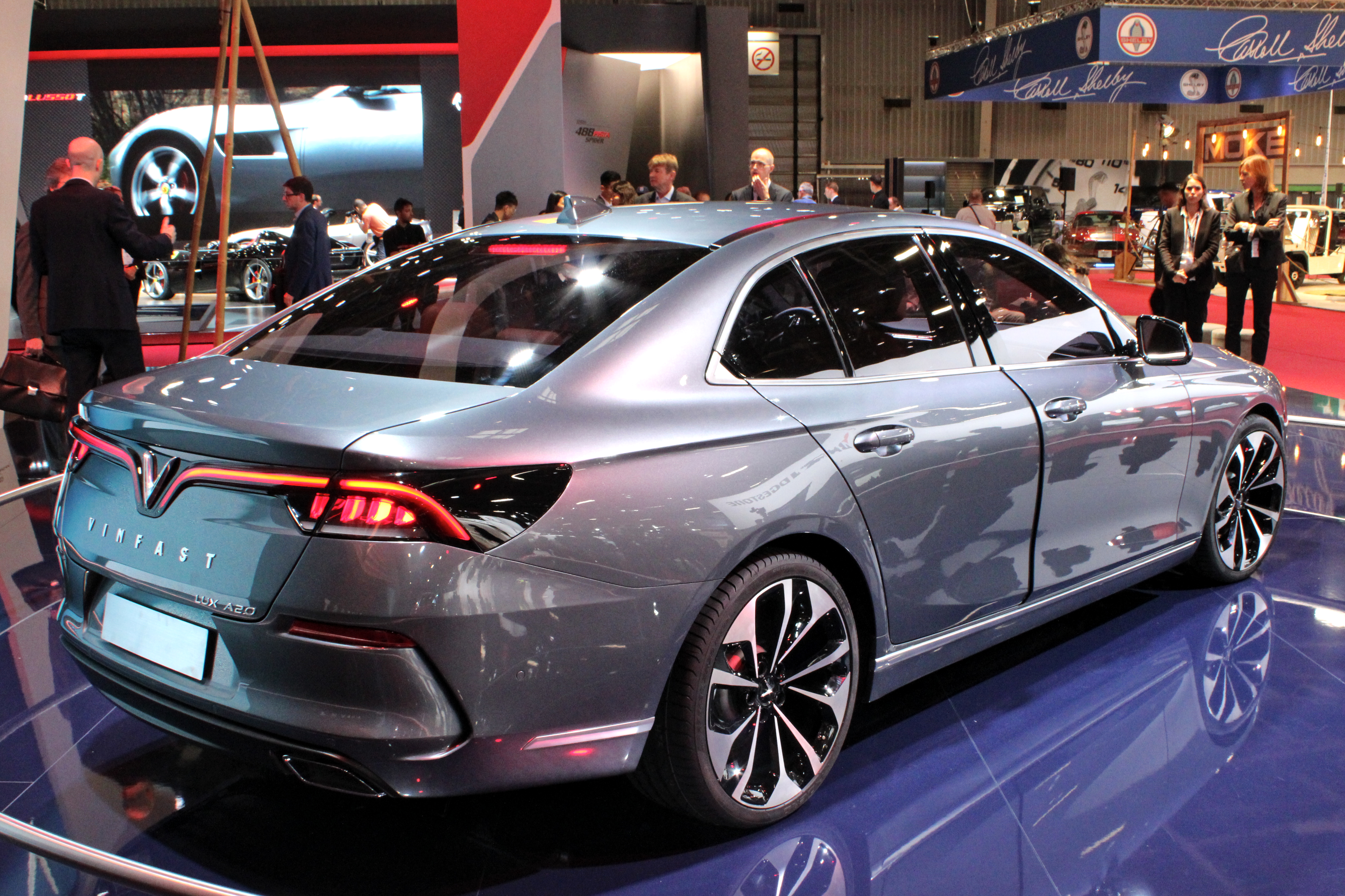
빈패스트 LUX A2.0 파리 모터쇼 2018